# De socialisten: Personen en stelsels
De socialisten: personen en stelsels is het magnum opus van Hendrik Peter Godfried Quack waarin hij de geschiedenis van het socialisme beschrijft vanaf de oudheid tot zijn tijd, het einde van de negentiende eeuw. Het werk, dat bestaat uit zes delen en werd gepubliceerd tussen 1875 en 1897, droeg hij op aan zijn leermeester Jeronimo de Bosch Kemper. Hij beoogde met dit boek het gemeenschapsdenken te introduceren in liberale kringen, die aanvankelijk niets op hadden met de opkomende socialistische stroming. De Socialisten is een van de eerste Nederlandse werken die aandacht besteedde aan de opkomende arbeidersbeweging en heeft als zodanig als inspiratiebron gediend voor verschillende generaties socialisten.
Het eerste deel van het werk beschrijft de voorlopers van het socialisme vanaf de oudheid (het werk van Plato en de daden van Tiberius Sempronius Gracchus (tribunus plebis in 133 v.Chr.) en zijn broer Gaius Sempronius Gracchus) via het puritanisme in Engeland en de hervorming in Duitsland tot en met de verlichting in de achttiende eeuw. Deel twee behandelt de vroege negentiende eeuw aan de hand van de ideeën van Claude Henri de Saint-Simon, Charles Fourier, Robert Owen en Johann Gottlieb Fichte. Deel drie concentreert zich op de verschillende verschijningsvormen van het socialisme in Frankrijk tussen 1830 en 1848. Deel vier richt zich op dezelfde periode in Engeland en Duitsland en sluit af met een bespreking van het Communistisch Manifest van Karl Marx uit 1848. Deel vijf vervolgt met de ideeën van belangrijke filosofen in de socialistische traditie in de tweede helft van de negentiende eeuw, waaronder, naast Marx, Karl Marlo, Johann Karl Rodbertus en Ferdinand Lassalle. Ten slotte behandelt deel zes het socialisme buiten West-Europa, met hoofdstukken over Noord-Amerika en Rusland. Dit laatste deel sluit af met een beschouwing over de verspreiding van en de verschillende stromingen binnen het socialisme aan het eind van de negentiende eeuw.